# 魚津城之戰
魚津城之戰（うおづじょうのたたかい）是发生在天正10年（1582年）的柴田胜家率领的织田军和上杉军的一场战役。

## 背景
在上杉謙信病逝之後，織田信長在天正6年（1578年）時便派遣齋藤長龍協助神保長住重回越中國，並在月岡野之戰中擊敗河田長親率領的上杉軍，順利擴張織田家在越中的勢力範圍。上杉方的越中豪族守山城主神保氏張、城生城主齋藤信利、上熊野城二宮長恒也經由神保長住投降織田家，上杉家派駐越中的另一名重臣椎名景直也投降織田家。
天正9年（1581年），上杉景勝趁著織田家舉辦御馬揃時，柴田勝家與佐佐成政、前田利家等人前往京都參加御馬揃，大軍不在北陸期間，率領河田長親侵入越中國，包圍佐佐成政領下的小出城，同時號召加賀一向一揆在加賀國白山周遭起兵，結果留守加賀的佐久間盛政迅速反擊，一舉擊破一向一揆眾，斬敵眾多。而上杉景勝也在3月24日獲知佐佐成政回師來到神通川、六道寺川時，便解圍撤走。
上杉家安派越中的重臣河田長親隨後在當年5月病故，河田長親所鎮守的松倉城遂交由山本寺景長、中條景泰、吉江宗信、竹俁慶綱共同守備。
同年5月時，越中願海寺城主寺崎盛永因疑似內通上杉景勝，使上杉軍得以包圍小出城，織田家臣菅屋長賴策反寺崎家臣小野大學助，逮捕寺崎盛永、喜六郎父子後送往佐和山城由丹羽長秀監禁，後在7月時織田信長命令寺崎父子切腹。
同時，越中木舟城主石黑成綱和一門三十多人，在木舟城被上杉家臣吉江宗信拿下後，往近畿去投奔織田信長，結果被信長懷疑石黑成綱是刻意讓出木舟城，因此派遣丹羽長秀在長濱一帶包圍石黑一族所居住的町屋，將之殺害。而入駐木舟城的吉江宗信受到織田軍的壓力，隨後便放棄木舟城，經海路退走，木舟城遭佐佐成政佔領，派遣家臣佐佐平左衛門進駐。上杉景勝為增強魚津城的防備，也增派蓼沼泰重、小倉伊勢守入城，並向土肥親真表示將在當年秋天出兵越中。
當年9月，柴田勝家勸降了越中豪族唐人親廣，並為他該從屬神保長住或椎名景直進行仲裁，同時表態明年織田信長將出兵越中之事。

## 戰鬥開始
天正10年（1582年）2月，上杉景勝成功策反越中豪族唐人親廣跟神保信包，將越中一部分領地賜給他們當知行。上杉景勝隨後為出兵越中，邀請越中瑞泉寺協助，同時派人試圖策反飛驒豪族鹽屋秋貞跟越中的城生城主齋藤信利。
但因為織田信長也在2月時發動甲州征伐大舉進攻武田家，因此上杉景勝集結兵力後先往信濃聲援武田勝賴，而織田軍在2月消滅武田氏後，於3月時包圍魚津城，此時神保長住家臣小島職鎮跟唐人親廣聯合越中一向一揆叛亂，放逐了富山城主神保長住，在3月11日佔據富山城。聽聞事變後，織田信長便命令柴田勝家領兵平亂收拾殘局，柴田勝家與前田利家、佐佐成政、佐久間盛政在3月停止包圍魚津城，而進攻富山城，於3月中旬重奪富山城，進而再次率4萬大軍包圍魚津城、松倉城，唐人親廣則撤往五箇山。
在武田家滅亡後，織田信長分封森長可、稻葉貞通於北信濃，瀧川一益進入上野，再加上叛變的新發田重家也不斷興兵跟上杉家交戰。上杉景勝雖派遣原信濃豪族島津忠直佔領信濃長沼一帶，武田遺臣芋川親正發動一揆對抗織田家，但局勢顯是越發不利。
為此，上杉景勝也去信善德寺跟本願寺教如商議，希望發動越中、能登的一向一揆來牽制柴田勝家的進攻，上杉景勝在聽聞魚津城情況危殆後，在4月時命令能登方面的上条政繁和齋藤朝信救援魚津城。同月23日，由魚津城將中條景泰、山本寺景長等人連署的求援信又送至上杉景勝手裡，因此上杉景勝在安排芋川親元、岩井信能在仁科方面警備後、命令本庄繁長、色部長真進攻新發田城，也勸誘溫井景隆重新進入能登國起兵，為壯大軍勢也要求本誓寺超賢發動僧俗門徒助陣。
為救援魚津城，上杉景勝率軍到達魚津城東邊的天神山城，兵力有5千人、3千人等說法。上杉景勝也以長景連為偏師，經水路攻入能登，在5月22日佔據棚木城，結果又被前田家臣長連龍擊破，長景連在混戰中被殺。而瀧川一益也在5月23日派遣家臣瀧川儀太夫經三國峠北上攻打越後，卻被上杉家臣清水城主長尾伊賀守跟樺澤城主栗林政賴擊敗。但北信濃的森長可領5千兵馬北上，在擊敗芋川親正後，一路攻至二本木一帶，擊敗守將上條景春，在當地放火後布陣。上杉景勝在5月27日聞訊後大驚，遂決定回師越後，並在撤退時傳訊給魚津城守將，讓他們放棄魚津城或向織田軍投降。
趁著上杉景勝撤軍，柴田勝家對松倉城發動火攻，針對魚津城則在6月2日表示跟守城方和談，派遣從弟柴田專齋跟佐佐成政的外甥佐佐新右衛門為人質，隨後以佐佐成政率兵士進入城中後，跟城外的織田軍裡外夾擊攻破了城池。
6月3日時，上杉軍有了城池將要陷落的覺悟，守將和指揮官中條景泰、竹俣慶綱、寺島長資、龜田長乘、藤丸勝俊、蓼沼泰重、山本寺景長、吉江宗信、吉江景資、吉江資堅、安部政吉、石口廣宗、若林家長等13位武將殉城自盡，織田軍攻下魚津城後，松倉城兵自知不敵，佯裝仍在備戰，伺機逃往越後，柴田勝家隨後便派兵將城池拿下。
但因爆發本能寺之變，織田信長、織田信忠父子為明智光秀所害，柴田勝家等人獲知此事後皆感震驚，迅速決定放棄魚津城，回師京都。